# Bohani járás

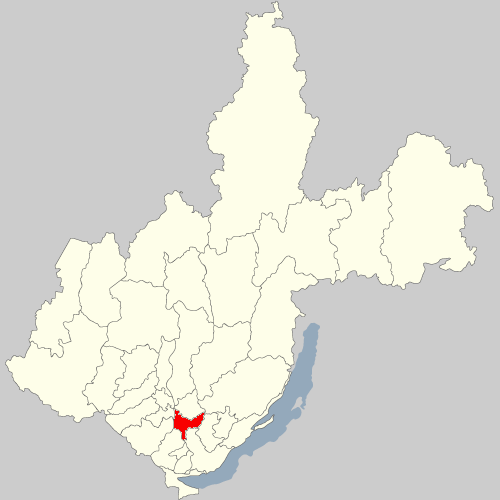
A Bohani járás az Irkutszki területen

A Bohani járás (oroszul Боханский район, burjátul Боохоной аймаг) Oroszország egyik járása az Irkutszki területen. Székhelye Bohan.

## Népesség
- 1989-ben 26 722 lakosa volt.
- 2002-ben 26 897 lakosa volt.
- 2010-ben 25 398 lakosa volt, melyből 17 996 orosz, 5434 burját, 836 tatár, 306 lengyel, 238 ukrán stb.